# Edeirnion

Edeirnion (anciennement : Edeyrnion) est une région du comté de Denbighshire et le nom d'un ancien petit district du pays de Galles médiéval.

## Histoire
L'Edeirnion est selon la tradition fondé par le chef éponyme Edern ou Edeyrn le second des fils de Cunedda.
L'Edeirnion était théoriquement une partie du royaume de Powys mais il fut souvent la cible des intrusions du royaume voisin de Gwynedd. Cette région frontière contestée fut un sujet récurrent de discordes entre les deux royaumes. L'Edeirnion fut occupé et annexé par le royaume de Gwynedd sous le règne de Llywelyn le Grand mais il fut brièvement restitué au Powys à la suite du traité imposé par l'Angleterre au Gwynedd à la mort de Llywelyn en 1240.
Le territoire fut de nouveau occupé par le Gwynedd après 1267 avant de retourner de nouveau au Powys. Ces conflits permanents et l'appel de Llywelyn le Dernier au roi Édouard Ier d'Angleterre pour arbitrer ce différend fut une des raisons qui empêchèrent les principautés du Nord du pays de Galles de s'unir afin de contrer l'hégémonisme anglais et furent une des causes de la guerre finale entre la principauté de Galles et le royaume d'Angleterre qui fut à l'origine de la perte de l'indépendance galloise.
l'Edeirnion existe encore de nos jours toujours comme « bro » (i.e: pays), ou région du Denbighshire, centré autour de Corwen près de Berwyn Range (en).

## Source
- (en) Cet article est partiellement ou en totalité issu de l’article de Wikipédia en anglais intitulé « Edeirnion » (voir la liste des auteurs), édition du 4 avril 2011.